# منتخب روسيا لهوكي الحقل للرجال
منتخب روسيا الوطني لهوكي الحقل للرجال (بالروسية: Мужская сборная России по хоккею на траве)‏ هو ممثل روسيا الرسمي في المنافسات الدولية في هوكي الحقل .